# Marcara (distrito)
Marcara é um distrito peruano localizado na Província de Carhuaz, departamento Ancash. Sua capital é a cidade de Marcara.

## Transporte
O distrito de Marcara é servido pela seguinte rodovia:
- PE-3N, que liga o distrito de La Oroya (Região de Junín) à Puerto Vado Grande (Fronteira Equador-Peru) no distrito de Ayabaca (Região de Piura)[2][3][4]